# Louis Prang
Louis Prang (12 tháng 3 năm 1824 – 15 tháng 6 năm 1909) là một nhà in, nhà in thạch bản, nhà xuất bản người Mỹ theo chủ nghĩa George. Ông đôi khi được gọi là "cha đẻ của thiệp Giáng Sinh Mỹ".

## Thời niên thiếu

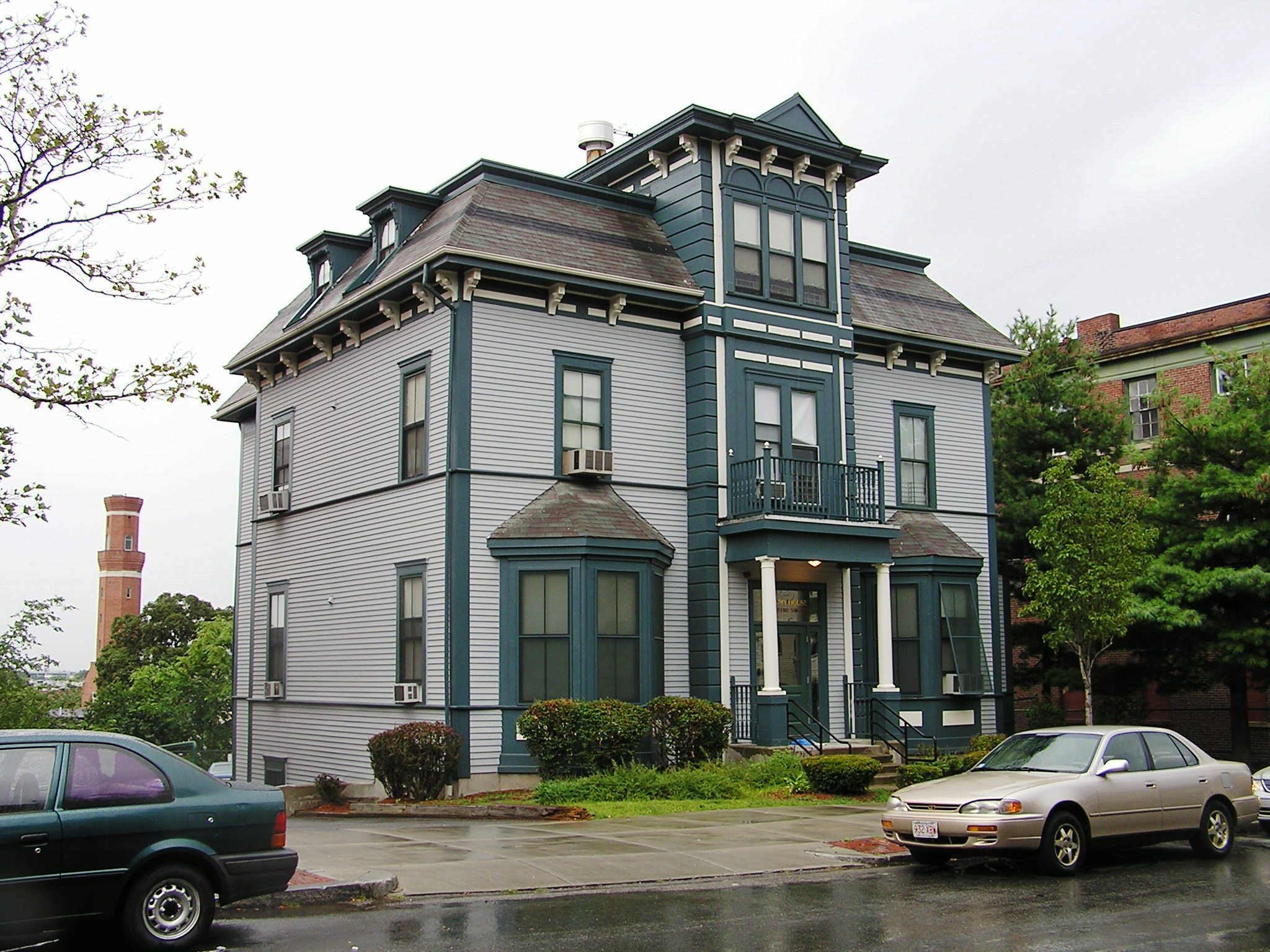
Nhà của Louis Prang ở Roxbury, Boston, Massachusetts.

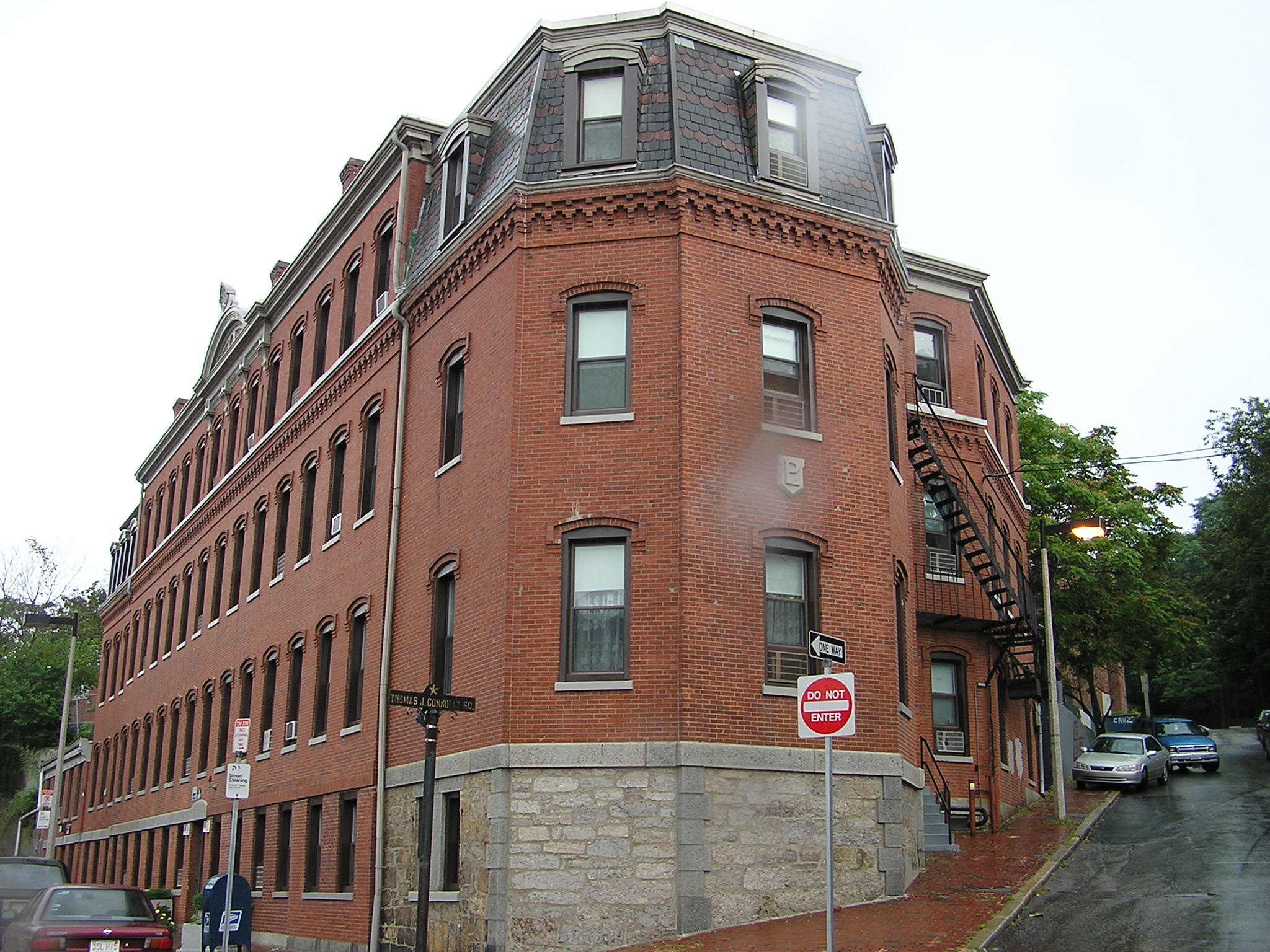
Nhà máy Louis Prang ở Roxbury, Boston, Massachusetts.

Louis Prang sinh ngày 12 tháng 3 năm 1824 ở Breslau, Silesia thuộc Phổ. Cha ông, Jonas Louis Prang, là một nhà sản xuất dệt may và là người gốc Huguenot; mẹ ông, Rosina Silverman, là người Đức. Vì những vấn đề sức khỏe khi còn nhỏ, Prang không được giáo dục đầy đủ và làm người học nghề cho cha, học điêu khắc, nhuộm vải calico và in ấn. Đầu những năm 1840, Prang làm trong lĩnh vực in ấn và dệt may khi đi vòng quanh Bohemia. Tuy nhiên, sau một số chuyến đi ở châu Âu, ông đã tham gia vào các hoạt động cách mạng vào năm 1848. Bị chính phủ Phổ truy nã, ông đến Thụy Sĩ và vào năm 1850, ông di cư sang Mỹ và Boston, Massachusetts.

## Hoạt động ban đầu
Prang bắt đầu xuất bản sách về kiến trúc và làm đồ da ở Mỹ nhưng hai công việc này không thành công lắm. Sau đó ông bắt đầu tạo ra các bản khắc gỗ để minh họa cho các cuốn sách. Năm 1851, ông làm việc cho Frank Leslie, giám đốc nghệ thuật của tờ Gleason's Pictorial Drawing-Room Companion, và sau đó là John Andrew. Năm 1851, Prang kết hôn với Rosa Gerber, một phụ nữ người Thụy Sĩ mà ông đã gặp ở Paris vào năm 1846.

## Sự nghiệp

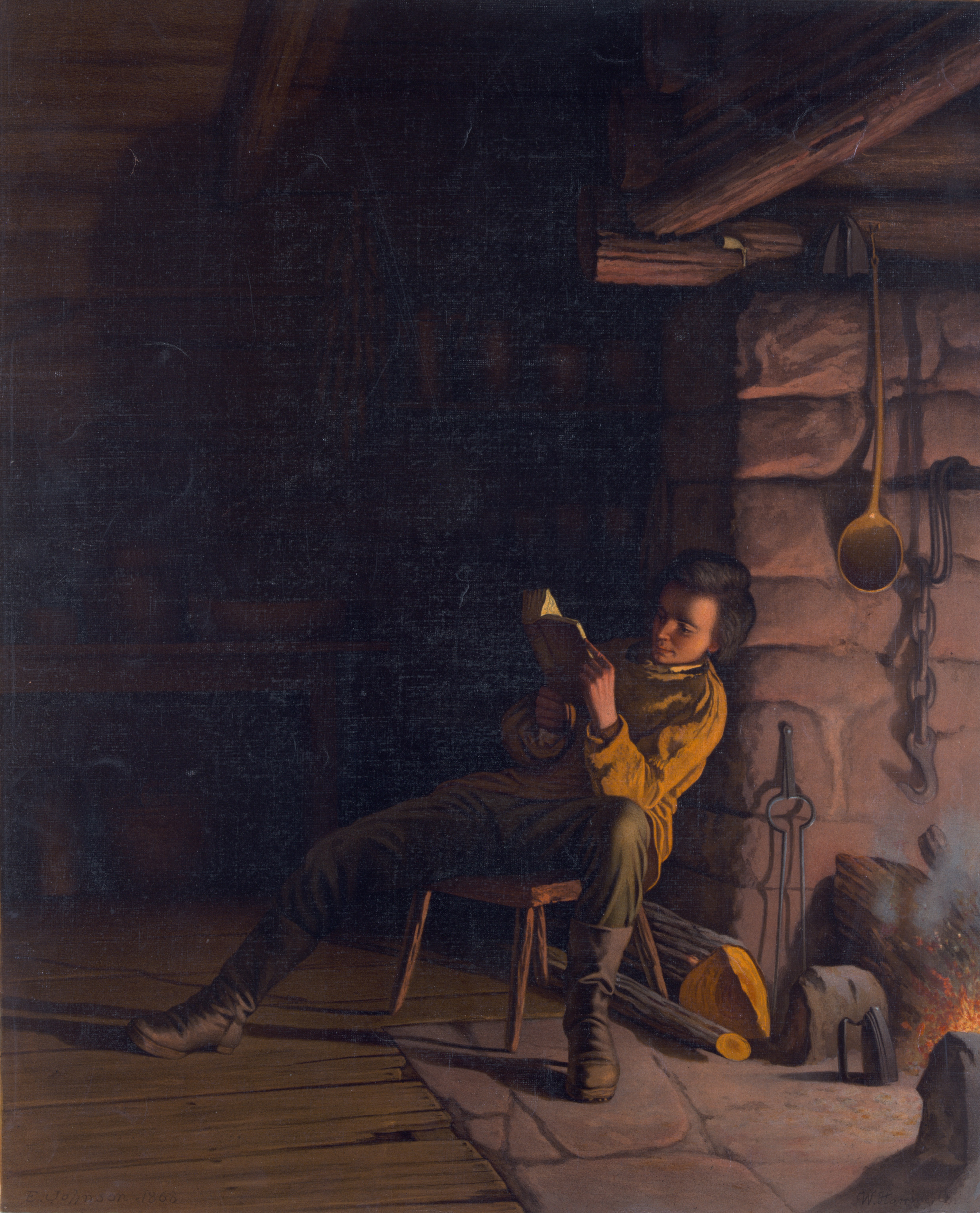
Trang vẽ Lincoln đọc sách vào ban đêm khi còn nhỏ, bởi Eastman Johnson.

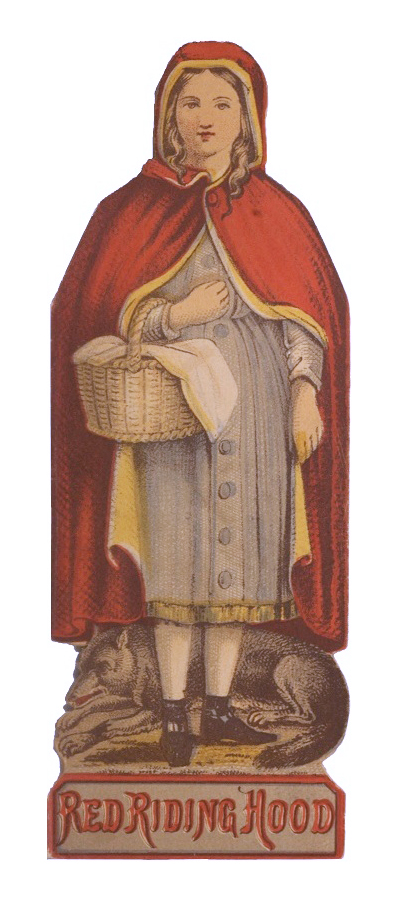
Bìa của Cô bé quàng khăn đỏ phiên bản thơ bởi Lydia Very (1863), một trong loạt các cuốn sách cắt hình do Prang phát hành.

Năm 1856, Prang và một đối tác thành lập công ty Prang and Mayer để sản xuất các bản in thạch bản. Công ty chuyên in bản vẽ các tòa nhà và thị trấn ở Massachusetts. Năm 1860, ông mua cổ phần của người đối tác để thành lập L. Prang & Company và bắt đầu công việc in màu quảng cáo và các hình thức khác của chất liệu doanh nghiệp. Công ty đã trở nên khá thành công và được biết đến với các bản đồ chiến tranh được in trong cuộc Nội chiến Hoa Kỳ và được phân phối bởi các tờ báo.
Năm 1864, Prang sang châu Âu để tìm hiểu về kỹ thuật in thạch bản tiên tiến của Đức. Năm sau, ông trở về Mỹ và bắt đầu tạo ra các bản sao chất lượng cao của các tác phẩm nghệ thuật lớn. Prang cũng bắt đầu tạo ra một loạt các thiệp album phổ biến có những quang cảnh thiên nhiên và biểu tượng yêu nước mà ông quảng cáo là sẽ được thu thập vào các scrapbook (Album ảnh lưu niệm). Giáng Sinh năm 1873, Prang bắt đầu tạo các thiệp chúc mừng cho thị trường phổ thông ở Anh và bắt đầu bán thiệp Giáng sinh ở Mỹ vào năm 1874. Công ty của ông trở thành nhà in đầu tiên xuất bản thiệp Giáng Sinh ở Mỹ, do đó, đôi khi ông được gọi là "cha đẻ của thiệp Giáng sinh Mỹ". Prang cũng được biết đến với những nỗ lực cải thiện giáo dục nghệ thuật ở Mỹ khi xuất bản những cuốn sách hướng dẫn và tạo nền tảng để đào tạo các giáo viên nghệ thuật.
Prang ủng hộ tích cực các nữ nghệ sĩ, ông vừa đặt mua, vừa thu thập các tác phẩm nghệ thuật của phụ nữ. Nhiều tác phẩm in thạch bản của ông có các công trình của các nữ họa sĩ, như tranh minh họa thực vật của Ellen Thayer Fisher. Năm 1881, công ty của ông đã tuyển hơn một trăm nhân viên nữ.
Vào tháng 6 năm 1886, Prang xuất bản một loạt các bản in với tiêu đề Prang's War Pictures: Aquarelle Facsimile Prints (Hình ảnh chiến tranh của Prang: Bản sao Màu nước). Các bản in đã trở nên phổ biến và giúp truyền cảm hứng cho một thể loại in mới, đặc biệt là loạt do Kurz và Allison phát hành. Tuy nhiên, Prang nhắm đến một cách thể hiện hiện đại và cá nhân hơn, trái ngược với phong cách bao quát của Kurz và Allison và trước đó là Currier và Ives.
Năm 1897, L. Prang & Company sát nhập với Công ty Nghệ thuật Taber ở New Bedford, Massachusetts, thành lập Công ty Taber-Prang và chuyển đến Springfield, Massachusetts.
Ngày 15 tháng 4 năm 1900, sau khi vợ ông mất vào năm 1898 hoặc 1899, Prang kết hôn với Mary Dana Hicks, một tác giả và giáo viên nghệ thuật từ New York.
Prang qua đời vì bệnh viêm màng phổi vào ngày 15 tháng 6 năm 1909 ở Los Angeles. Ông được chôn cất tại nghĩa trang Forest Hills ở thị trấn Jamaica, Massachusetts.

## Tác phẩm in thạch bản

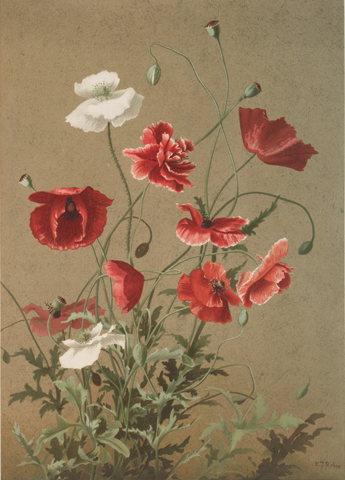
Poppies, vẽ bởi Ellen Thayer Fisher vào năm 1885
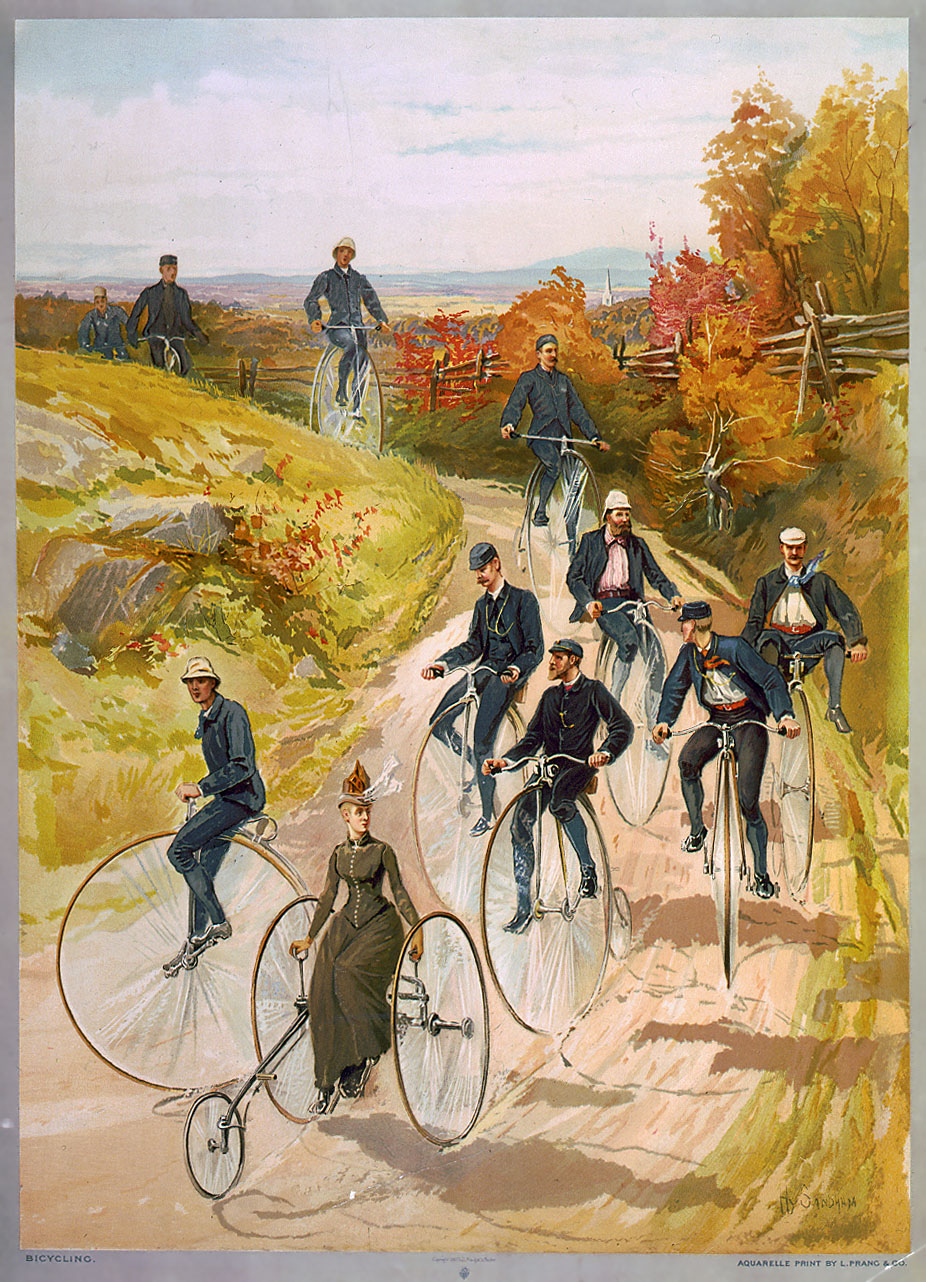
"Bicycling", 1887
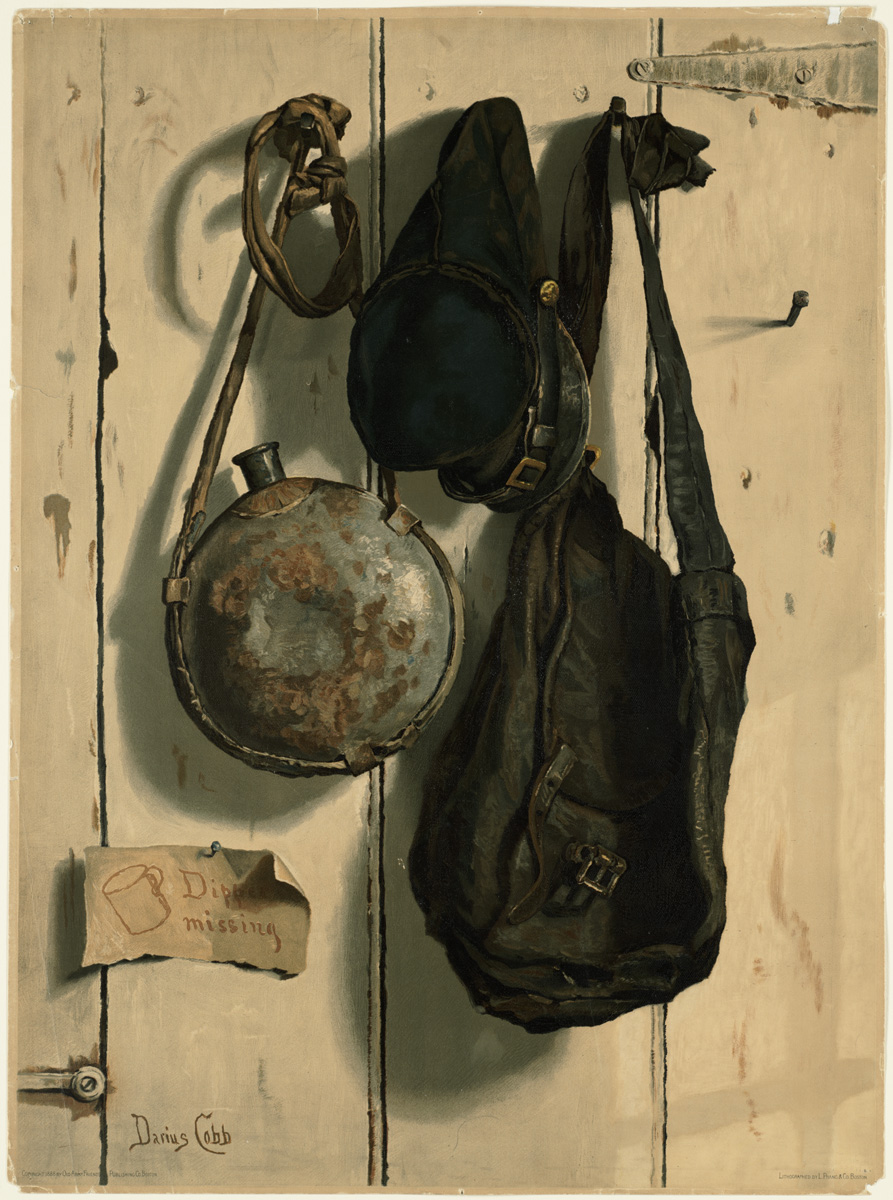
Civil War trompe l'oeil, vẽ bởi Darius Cobb vào năm 1888
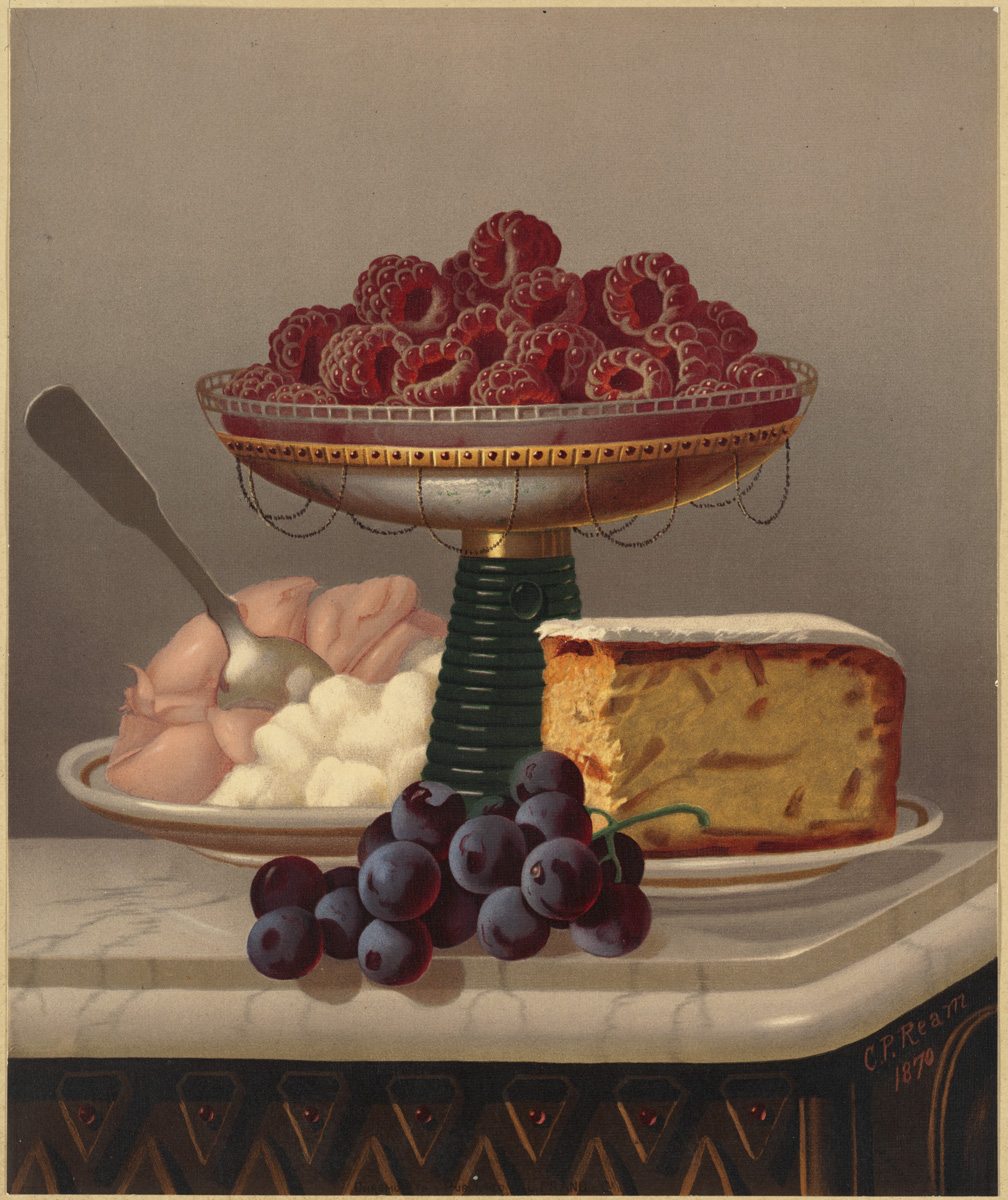
Dessert No. 4, vẽ bởi Cadurcis Plantagenet Ream vào khoảng năm 1861-1897
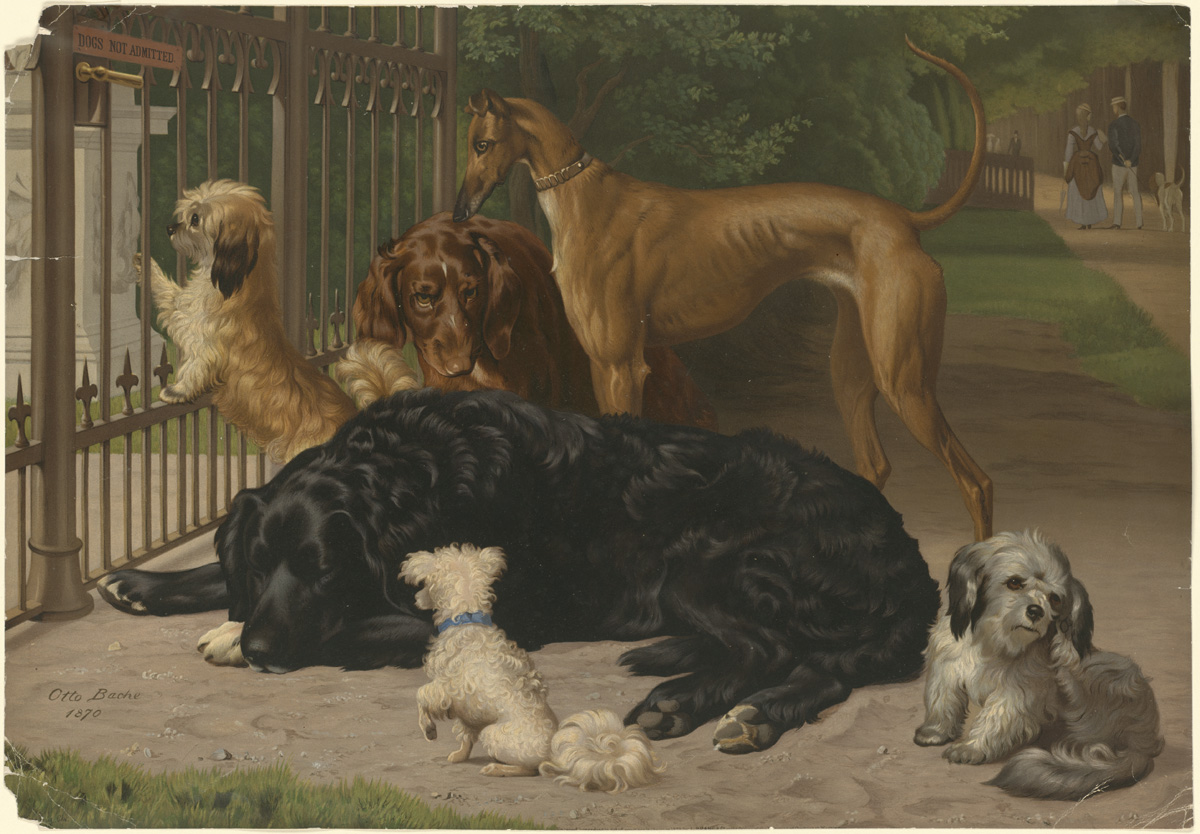
Dogs Not Admitted, vẽ bởi Otto Bache vào năm 1878
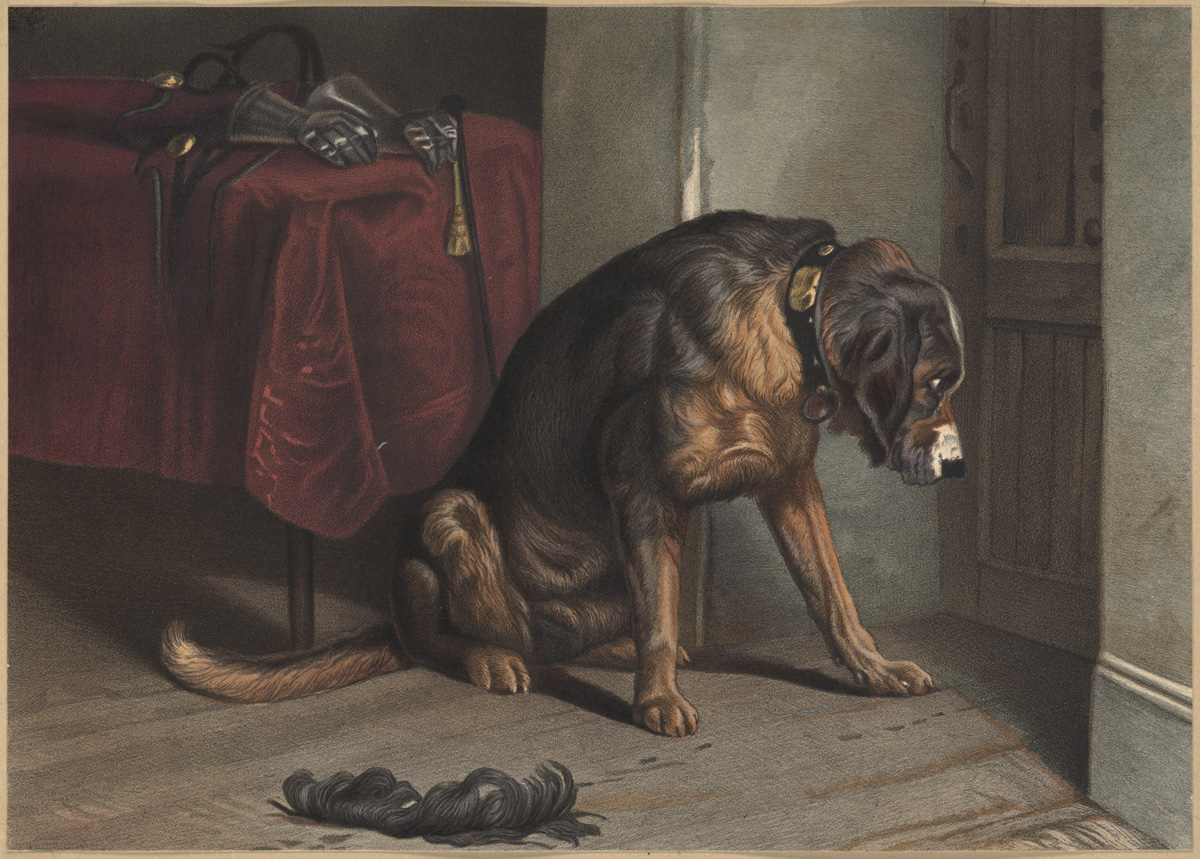
"A Friend in Suspense", khoảng 1861-1897
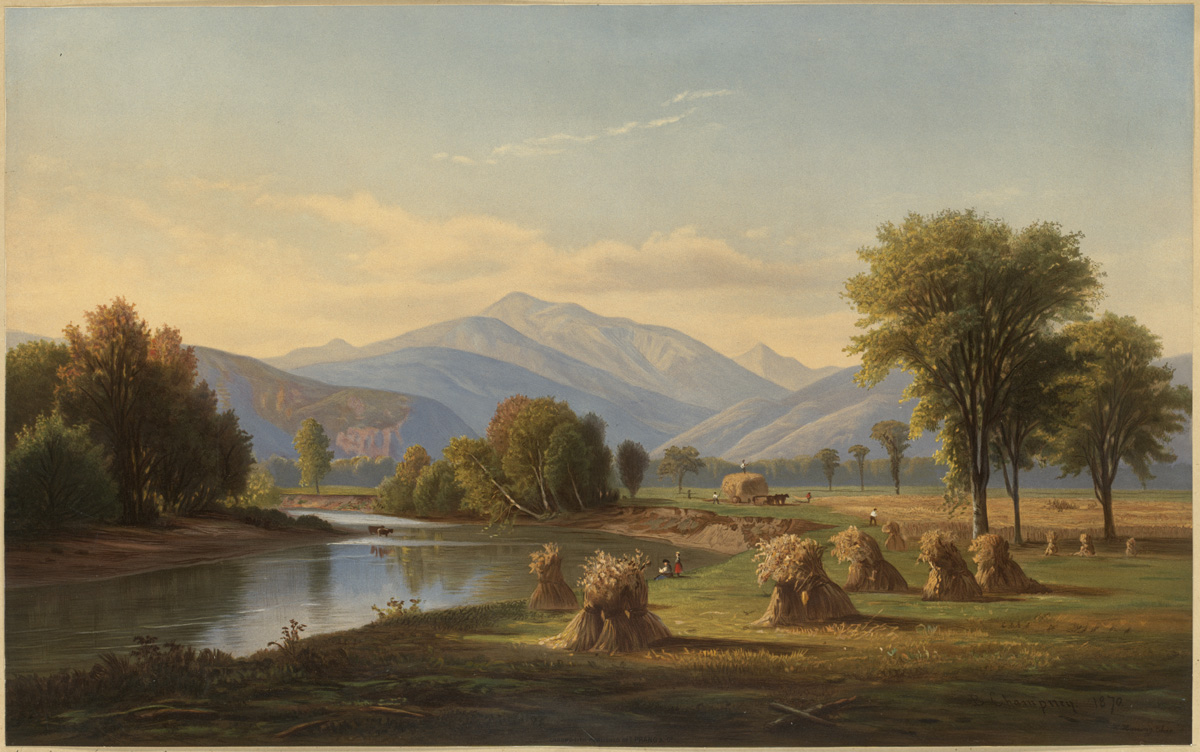
North Conway Meadows, vẽ bởi Benjamin Champney vào khoảng năm 1861-1897
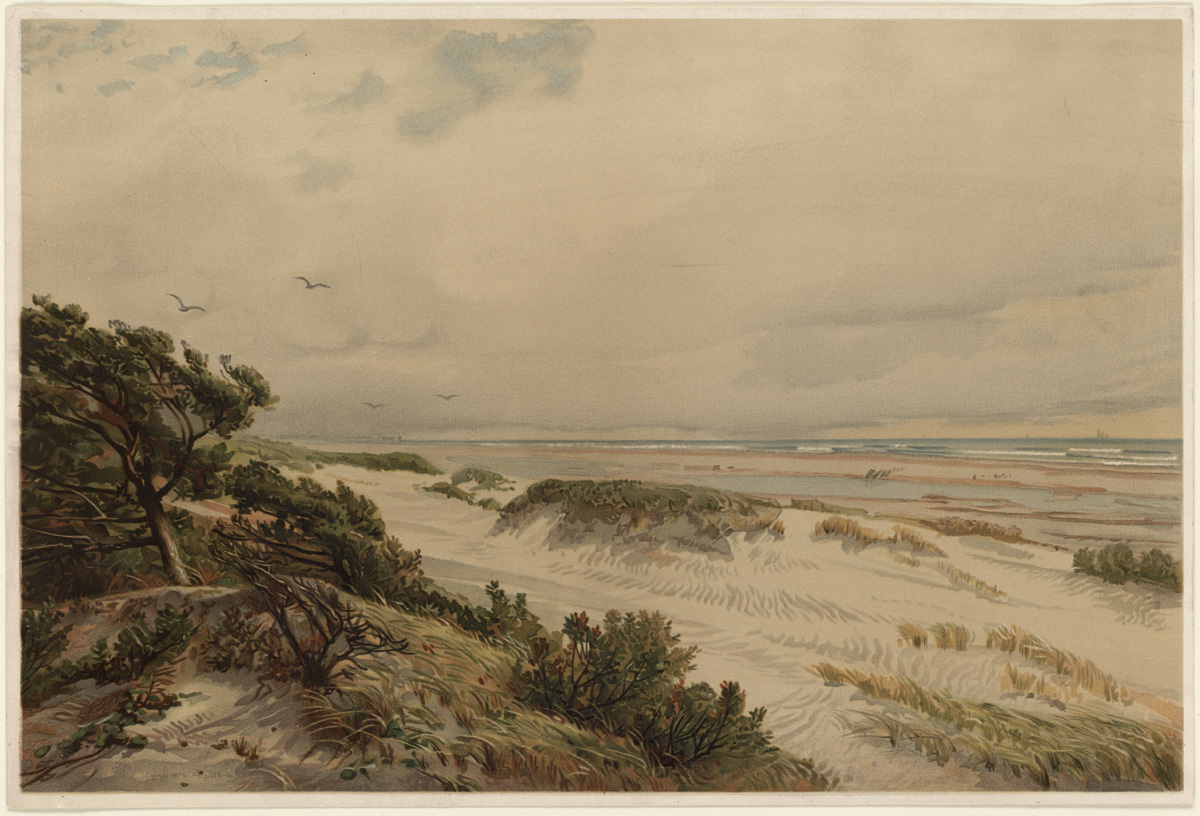
"Beach Scene", 1887
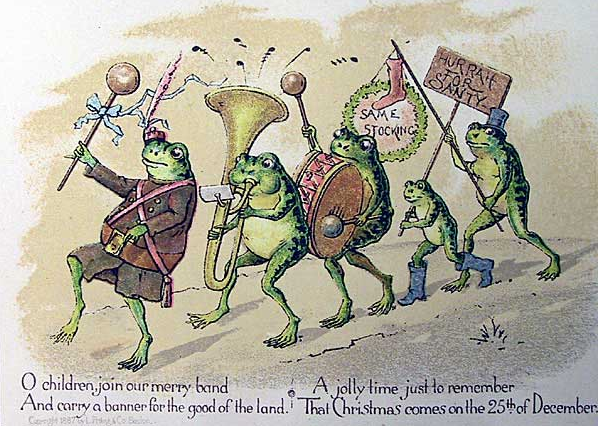
Thiệp Giáng Sinh có hình những con ếch được nhân hóa đang diễu hành
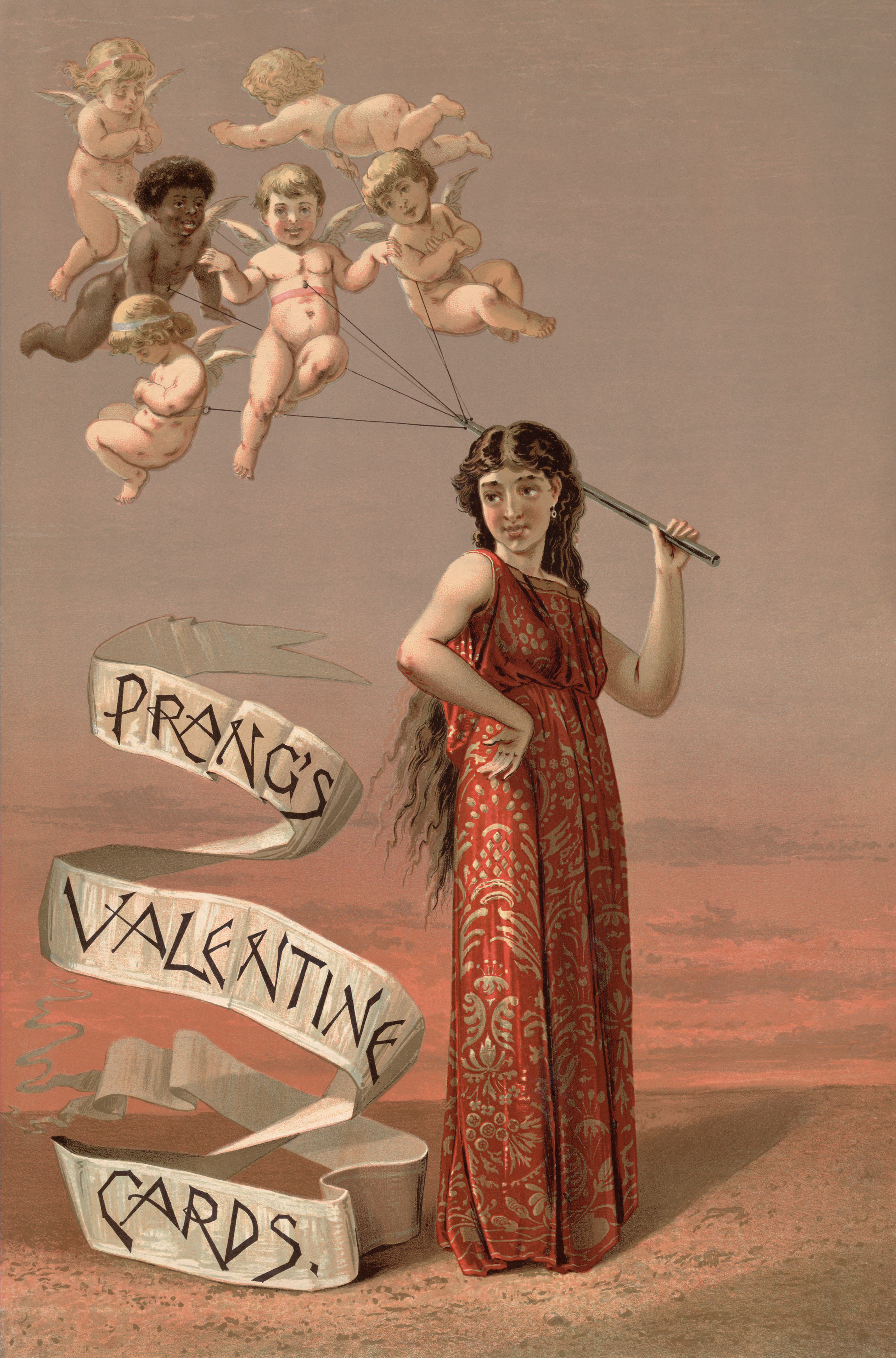
"Prang's Valentine cards", hình quảng cáo năm 1883 cho L. Prang & Co., được phục hồi kỹ thuật số
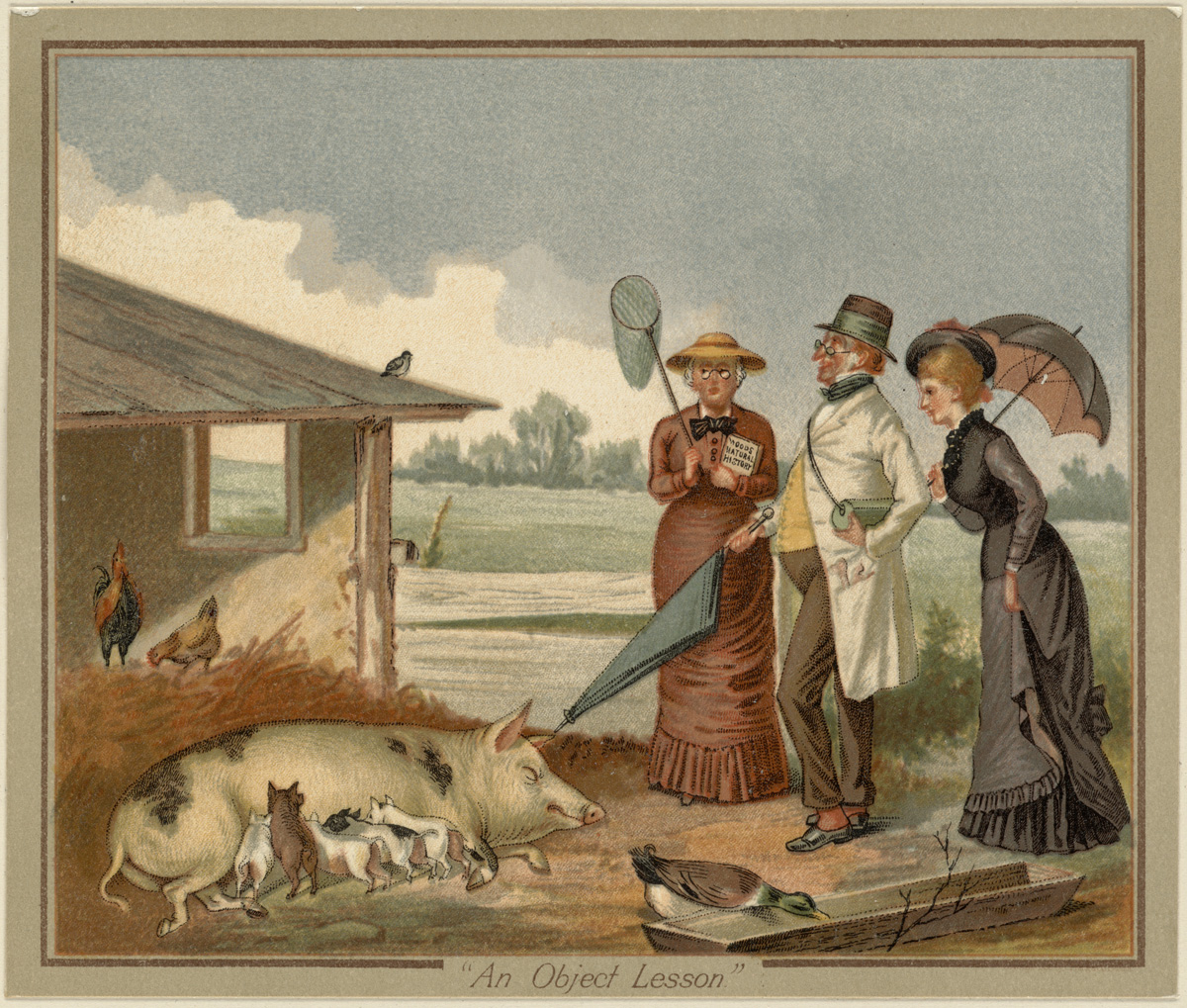
An Object Lesson, vẽ bởi Edmund Birckhead Bensell vào khoảng năm 1861-1897
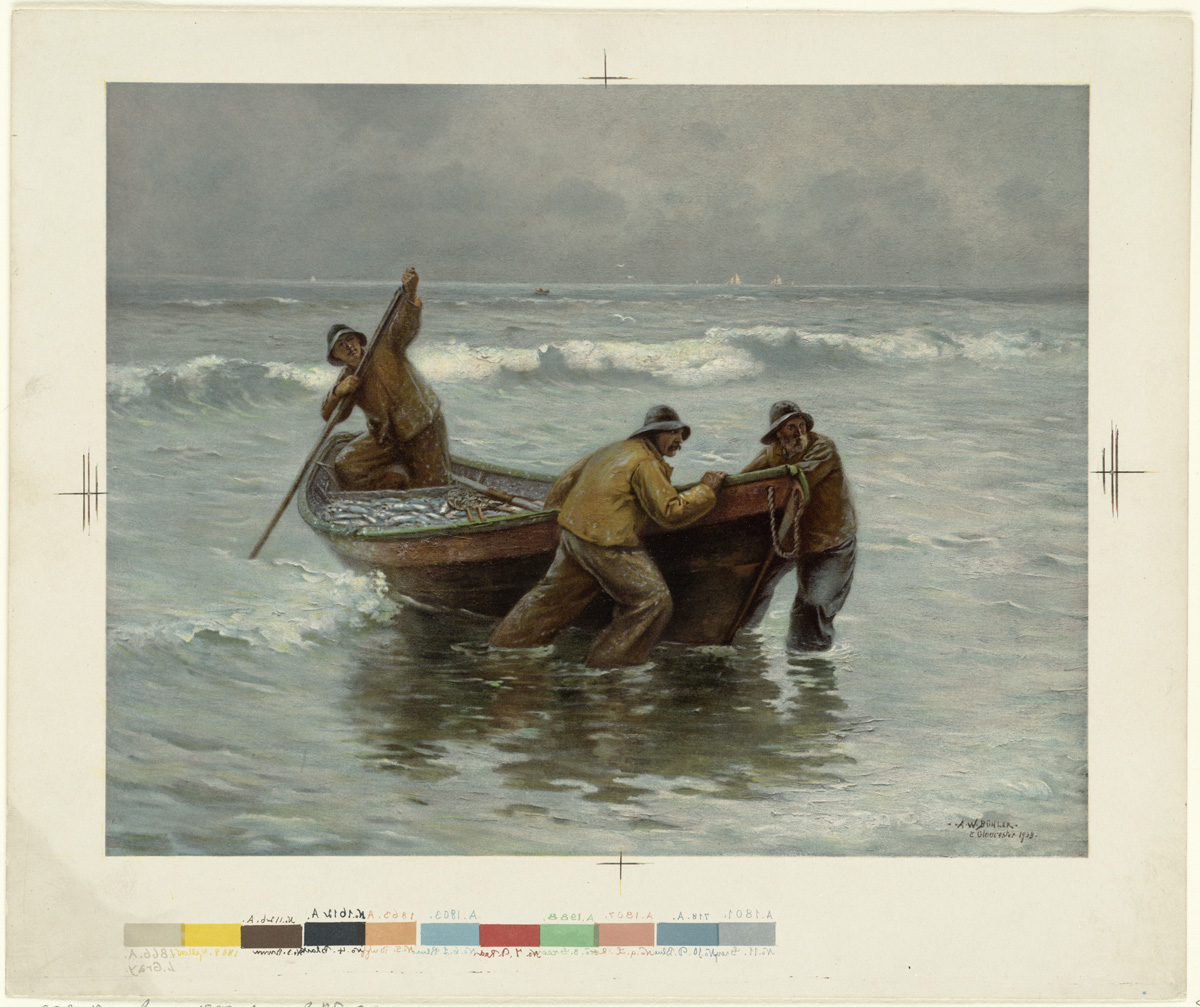
Fisherman bringing in their catch, vẽ bởi Augustus Waldeck Buhler vào khoảng năm 1861-1897